# Fredrik Edin
Fredrik Edin, född 1967 i Jordbro i Österhaninge församling, är en svensk journalist och skribent. Edin var från 2012 kulturredaktör på tidningen Arbetaren.  Tidigare har han skrivit åt tidningar som Darling och ATLAS. Han har också skrivit manus till filmen Metropia (2009).
Han har uppmärksammat fenomenet exkluderande design. 
Edin har skapat webbplatsen Högdalen Business School och var medgrundare till Asocialstyrelsen och Piratbyrån. Han är doktorand i medie- och kommunikationsvetenskap vid Karlstads universitet. Edin är bosatt i Malmö.